# Pułk Huzarów Gwardii (Cesarstwo Niemieckie)
Przyboczny pułk huzarów Gwardii (niem. Garde-Husaren-Regiment)  – pułk kawalerii niemieckiej okresu Cesarstwa Niemieckiego.

## Bibliografia

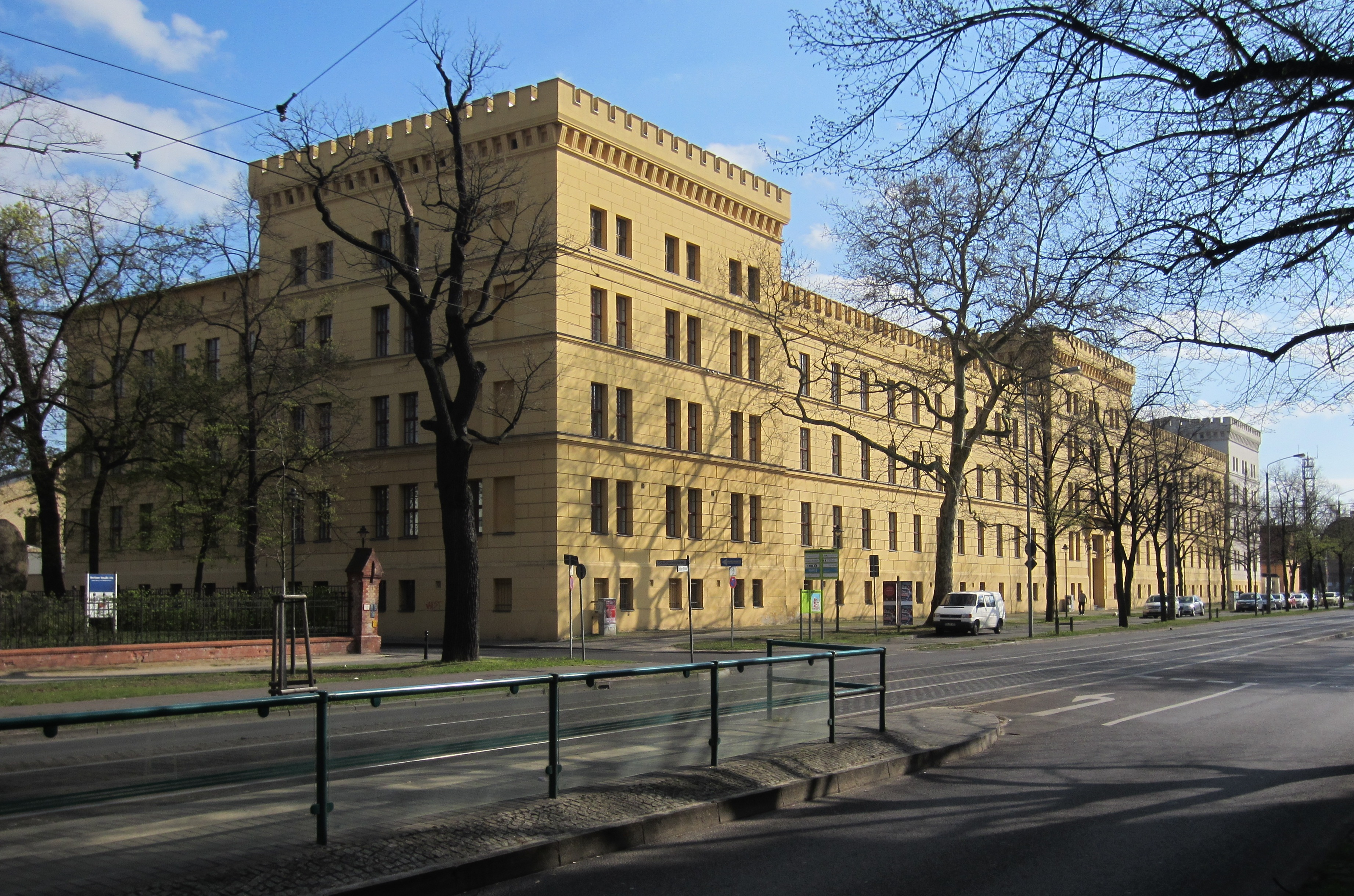
Koszary pułku

## Charakterystyka
Pułk został sformowany  21 lutego 1815. Stacjonował w Poczdamie . Wchodził w skład Korpusu Gwardii .

 Wiosną 1914 był w strukturze 3 Brygady Kawalerii Gwardii z Dywizji Kawalerii Gwardii.